# Форсайт, Розмари
Розмари Форсайт (англ. Rosemary Forsyth; род. 6 июля 1943, Монреаль, Квебек) — американская актриса канадского происхождения, достигшая наибольшей известности по ролям в кинофильмах 1960-х годов.
Форсайт получила номинацию на премию «Золотой глобус» за свою роль в фильме 1965 года «Шенандоа». Получила известность также за роль Бронвен (Bronwyn) в исторической драме Франклина Шеффнера «Властелин войны» (1965).
Она продолжала сниматься в кино вплоть до конца семидесятых, а в последующие годы появлялась в первую очередь на телевидении в дневных мыльных операх «Дни нашей жизни», «Санта-Барбара» и «Главный госпиталь». Она также появилась в сериалах «Даллас», «Коломбо», «Ремингтон Стил» и «Она написала убийство» в тот период. В последние годы она появилась в нескольких фильмах, таких как «Райское наслаждение», «Разоблачение», «Дневной свет», «Фанатка» и «Призраки Марса», а также в сериалах «Элли Макбил» и «Полиция Нью-Йорка».